# Discografia de David Archuleta
A discografia de David Archuleta, cantor norte-americano de música pop, consiste em três álbuns de estúdio, três extended plays e cinco singles.
Seu primeiro single, "Crush", lançado em agosto de 2008, estreou na segunda posição da Billboard Hot 100 e na #7 da Canadian Hot 100. Em novembro do mesmo ano, seu álbum de estréia - que recebe seu nome, David Archuleta - foi liberado, e estreou também na segunda posição da Billboard 200, com a venda de 183 mil cópias em sua primeira semana nos Estados Unidos. O segundo single retirado do álbum foi "A Little Too Not Over You", que alcançou a posição #68 na Billboard Pop 100, seguido por "Touch My Hand". O álbum também contou com um single promocional - "Angels", um cover de Robbie Williams, que alcançou as posições #89 e #64 nos Estados Unidos e Canadá, respectivamente. David Archuleta foi certificado Ouro pela RIAA, e vendeu cerca de 751 mil cópias nos Estados Unidos.
Em outubro de 2009, Archuleta lançou um álbum especial de Natal, Christmas from the Heart, que alcançou #30 na Billboard Hot 100. Desse álbum, foi lançada como single a sua versão da canção popular "Have Yourself a Merry Little Christmas". Christmas from the Heart vendeu aproximadamente 211 mil cópias nos Estados Unidos.
O primeiro single do terceiro álbum de estúdio do cantor, The Other Side of Down, esperado para 5 de outubro de 2010, é "Something 'Bout Love", que será liberado para download digital em 20 de julho de 2010.

## Álbuns de estúdio
| 2008                                                     | David Archuleta - Lançado: 11 de novembro de 2008 - Formatos: CD e download digital         | 2  | — | 14 | EUA: Ouro |
| 2009                                                     | Christmas from the Heart - Lançado: 13 de outubro de 2009 - Formatos: CD e download digital | 30 | 2 | —  |           |
| 2010                                                     | The Other Side of Down - Lançamento: 5 de outubro de 2010 - Formatos: CD e download digital | 13 | — | 68 |           |
| "—" denota álbuns não posicionados nas paradas musicais. |                                                                                             |    |   |    |           |

## EPs
| Ano  | Álbum                                                                                           |
| ---- | ----------------------------------------------------------------------------------------------- |
| 2009 | David Archuleta: American Idol EP - Canções do American Idol - Formato: Download digital        |
| 2009 | Sessions@AOL 2008 - AOL Session de Archuleta, gravado em 2008 - Formatos: CD e download digital |
| 2009 | Fan Pack - EP com duas novas canções - Formatos: CD e download digital                          |

## Singles
| 2008                                                      | "Crush"                                  | 2   | 12 | 3  | 15 | 7 | David Archuleta          |
| 2009                                                      | "A Little Too Not Over You"              | 114 | 68 | —  | —  | — | David Archuleta          |
| 2009                                                      | "Touch My Hand"                          | —   | —  | —  | —  | — | David Archuleta          |
| 2009                                                      | "Have Yourself a Merry Little Christmas" | —   | —  | 24 | —  | — | Christmas From the Heart |
| 2010                                                      | "Something 'Bout Love"                   | 104 | —  | —  | —  | — | The Other Side of Down   |
| "—" denota singles não posicionados nas paradas musicais. |                                          |     |    |    |    |   |                          |

## Outras canções
| Ano  | Canção                                  | Melhores posições | Melhores posições | Melhores posições | Álbum                         |
| Ano  | Canção                                  | EUA               | EUA Pop           | CAN               | Álbum                         |
| ---- | --------------------------------------- | ----------------- | ----------------- | ----------------- | ----------------------------- |
| 2008 | "Imagine"                               | 36                | 35                | 31                | Performances do American Idol |
| 2008 | "Don't Let the Sun Go Down on Me"       | 58                | 41                | 50                | Performances do American Idol |
| 2008 | "In this Moment"                        | 60                | —                 | 56                | Performances do American Idol |
| 2008 | "Longer"                                | —                 | 97                | —                 | Performances do American Idol |
| 2008 | "Angels"                                | 89                | —                 | 64                | David Archuleta               |
| 2009 | "I Wanna Know You" (com Hannah Montana) | 74                | —                 | —                 | Hannah Montana 3              |

## Videoclipes
| Ano  | Single                      | Diretor           |
| ---- | --------------------------- | ----------------- |
| 2008 | "Crush"                     | Declan Whitebloom |
| 2008 | "A Little Too Not Over You" | Scott Speer       |
| 2009 | "Touch My Hand"             | —                 |
| 2010 | "Something 'Bout Love"      | Declan Whitebloom |